# Under Armour
Under Armour – amerykańskie przedsiębiorstwo, producent obuwia, odzieży i akcesoriów sportowych.

## Historia
Firma została założona w 1996 roku przez ówczesnego 23-letniego studenta Uniwersytetu w Maryland i kapitana uniwersyteckiej drużyny w futbolu amerykańskiego Kevina Planka w piwnicy domu jego babci w Waszyngtonie.
Plank, który męczył się podczas gry z powodu zbyt mokrej od potu koszulki, zauważył iż jego spodenki pozostają suche. To zainspirowało go do stworzenia koszulek odprowadzających wilgoć. Wkrótce potem główne firmy takie jak Nike, Adidas czy Reebok poszły w ślady Under Armour i stworzyły własne serie odprowadzających wilgoć odzieży.
Pod koniec 1996 roku firma wygenerowała 17 tysięcy dolarów przychodu wyłącznie w sprzedaży wysyłkowej. W roku 1997 Plank miał już zamówienia opiewające na 100 tysięcy dolarów i został tym samym zmuszony do zbudowania fabryki w Ohio. Marka stała się rozpoznawalna, kiedy na okładce USA Today rozgrywający Oakland Raiders Jeff George pojawił się w golfie Under Armour. Firma została dostrzeżona przez Uniwersytet Technologii w Georgii, który zamówił 10 strojów dla drużyny Gerogia Tech Yellow Jackets. Współpraca z tym uniwersytetem zaowocowała współpracą ze stanem Karolina Północna. Dzięki pozytywnym opiniom graczy na temat produktów firmy ilość zamówień zaczęła się zwiększać. Under Armour swój pierwszy zysk osiągnęła w roku 1998. W 1999 w filmie Męska gra Willie Beamen grany przez Jamiego Foxa występował w suspensorium Under Armour. Wykorzystując sukces filmu Plank zakupił reklamę w popularnym sportowym dwutygodniku ESPN The Magazine. Reklama wygenerowała 750 tysięcy dolarów przychodu.

## Siedziba
Główna siedziba Under Armour mieści się w Baltimore. Europejska siedziba firmy mieści się w Amsterdamie. Pozostałe biura ulokowane są w Denver, Hongkongu, Toronto i Kantonie

## Działalność detaliczna
W roku 2007 Under Armour otworzyło swój pierwszy sklep w centrum handlowym Westfield Annapolis w Annapolis. W maju 2008 w Westfield Fox Valley, w Aurora został otwarty znacznie większy (560 m²) sklep. Outlety Under Armour zostały otwarte na razie w 34 stanach. Dotychczas otwarto jeden sklep poza USA. Ulokowany jest on w Edynburgu. Firma planuje otwarcie sklepu o wiele większej powierzchni (ponad 2300 m²) przy swojej głównej siedzibie w Baltimore. Od roku 2020, spółka OTCF S.A. została wyłącznym autoryzowanym dystrybutorem marki Under Armour na Polskę.